# 1173 Анхіс
1173 Анхіс — це великий представник групи троянців Юпітера, що має характерну витягнуту форму. Його діаметр складає близько 124 км, що робить його одним з найбільших серед таких астероїдів. Він був відкритий 17 жовтня 1930 року німецьким астрономом Карлом Рейнмутом в обсерваторії Гайдельберг-Кенігштуль на південному заході Німеччини. Анхіс належить до числа найбільших астероїдів серед троянців Юпітера і має кілька цікавих характеристик. Наприклад, його поверхня дуже гладка і має менший спектральний нахил, ніж у більшості інших астероїдів цієї групи. Це означає, що Анхіс відбиває більше світла і має менш темну поверхню, що робить його трохи яскравішим за більшість своїх «темних» родичів. Період обертання астероїда становить 11,6 години, що є типово для більшості астероїдів цієї групи. Астероїд отримав свою назву на честь Анхіса, героя з давньогрецької міфології, батька Енея. Анхіс був важливою фігурою в легенді про Троянську війну, і його нащадок, Еней, став одним із головних героїв Троянської епопеї.

## Орбіта та класифікація
Астероїд Анхіс — це астероїд, який знаходиться на орбіті Юпітера та обертається навколо Сонця разом із ним. Обертається в точці, що називається точкою Лагранжа L5. Це означає, що Анхіс завжди знаходиться на тій самій відстані від Юпітера, синхронізуючи свою орбіту з орбітою Юпітера.
Цей астероїд обертається навколо Сонця на відстані від 4,6 до 6,0 астрономічних одиниць (одна астрономічна одиниця — це відстань від Землі до Сонця, близько 150 мільйонів кілометрів). Анхіс робить один повний оберт навколо Сонця за 12 років і 2 місяці (це 4 451 день). Орбіта астероїда має середню відстань до Сонця 5,3 астрономічні одиниці. Ексцентриситет складає 0,14, нахил його орбіти до основної площини планет Сонячної системи складає 7°. Найближче наближення Анхіса до Юпітера відбудеться 3 лютого 2120 року, коли він буде знаходитися на відстані близько 399 мільйонів кілометрів від цієї планети (2,669 астрономічних одиниці). Перше спостереження за астероїдом почалося після його відкриття в жовтні 1930 року в обсерваторії Гайдельберг-Кенігштуль, Німеччина.

## Назва
Ця мала планета отримала свою назву на честь Анхіса — персонажа з грецької міфології. Анхіс був батьком Енея, одного з найбільших героїв Троянської війни, на честь Енея назвали астероїд — 1172 Еней. Офіційну назву 1173 Анхіс отримав у 1955 році, коли його внесли до списку малих планет у книзі «Назви малих планет».

## Фізичні характеристики
Астероїд Анхіс належить до типу P у класифікації Толена, що означає, що він є примітивним астероїдом, який зберігає ознаки дуже давніх об'єктів Сонячної системи. Такий тип астероїдів зустрічається здебільшого серед троянців Юпітера. Його поверхня відображає світло дуже рівномірно, без яскравих відтінків, і має нейтральний колір, що робить його відмінним від інших астероїдів. У класифікації Баруччі цей астероїд віднесений до вуглецевих астероїдів типу C (C0).